# Space Mutiny
Space Mutiny (ook bekend als Mutiny in Space) is een Zuid-Afrikaanse film uit 1988. De film werd geregisseerd en geproduceerd door David Winters.

## Verhaal
De film speelt zich af aan boord van een ruimteschip genaamd Southern Sun. Dit schip bevat een groot aantal mensen wier taak het is nieuwe werelden te koloniseren. De reis duurt tientallen jaren, waardoor bijna de hele bemanning inmiddels bestaat uit mensen die aan boord van het schip zijn geboren. De gedachte dat hij misschien nooit voet op vaste grond zal zetten staat Elijah Kalgan niet aan. Hij spant samen met een groep piraten uit de nabijgelegen Noorderkroon en de monteur van het schip, MacPhearson. Kalgan wil het navigatiesysteem van de Southern Sun vernielen, en vervolgens het schip naar de Noorderkroon leiden.
Kalagan saboteert een paar cruciale onderdelen van het schip, net op het punt dat een spaceshuttle met aan boord een belangrijke professor arriveert. Door het verlies van navigatie mislukt de landing en explodeert de shuttle. De piloot van het schip, Dave Ryder, kan ontkomen maar de professor sterft. Door de sabotage wordt het vluchtdek enkele weken afgesloten, wat Kalgan de mogelijkheid geeft om controle over de Southern Sun te krijgen. Met het vluchtdek buiten gebruik houdt hij de hele bemanning van de Southern Sun gegijzeld. Commandant Jansen en kapitein Devers roepen de hulp van Ryder in om controle over het schip terug te krijgen.

## Rolverdeling
| Acteur           | Personage                  | Opmerkingen       |
| ---------------- | -------------------------- | ----------------- |
| Reb Brown        | Dave Ryder                 |                   |
| John Phillip Law | Flight Cmdr. Elijah Kalgan |                   |
| James Ryan       | MacPhearson                |                   |
| Cameron Mitchell | Cmdr. Alex Jansen          |                   |
| Cisse Cameron    | Dr. Lea Jansen             | als Cissy Cameron |
| Graham Clarke    | Capt. Scott Devers         | als Graham Clark  |
| Billy Second     | Lt. Lemont                 |                   |
| Rufus Swart      | Steve Godell               |                   |
| Arthur Hall      | Mortuary Keeper            |                   |
| Norman Anstey    | Joseph Enforcer            |                   |
| Rick Skidmore    | Chief Engineer             |                   |

## Achtergrond
De effecten rondom het ruimteschip werden geheel overgenomen uit de televisieserie Battlestar Galactica. Veel binnenopnames vonden plaats in een industriegebouw met een futuristisch uiterlijk.
De film bevat veel (kleine) foutjes, die een vast mikpunt vormden toen de film werd bespot in de televisieserie Mystery Science Theater 3000. Deze fouten betroffen meestal de slechte dialogen en productie. De MST3K-versie van de film werd uitgebracht op de MST3K DVD Collection, Vol. 4 van Rhino Entertainment.